# 三村壽八郎

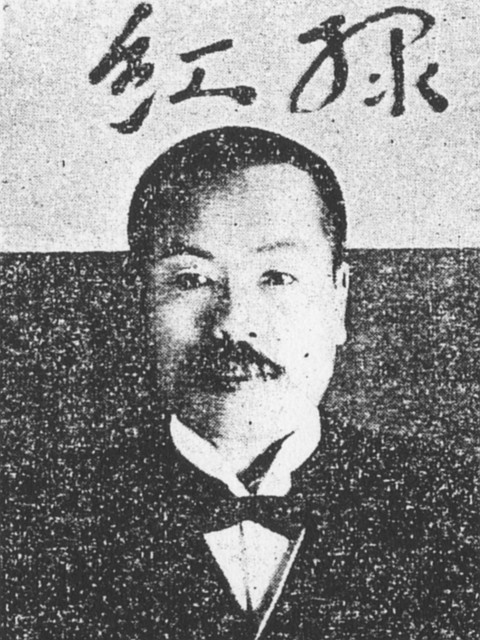
三村壽八郎

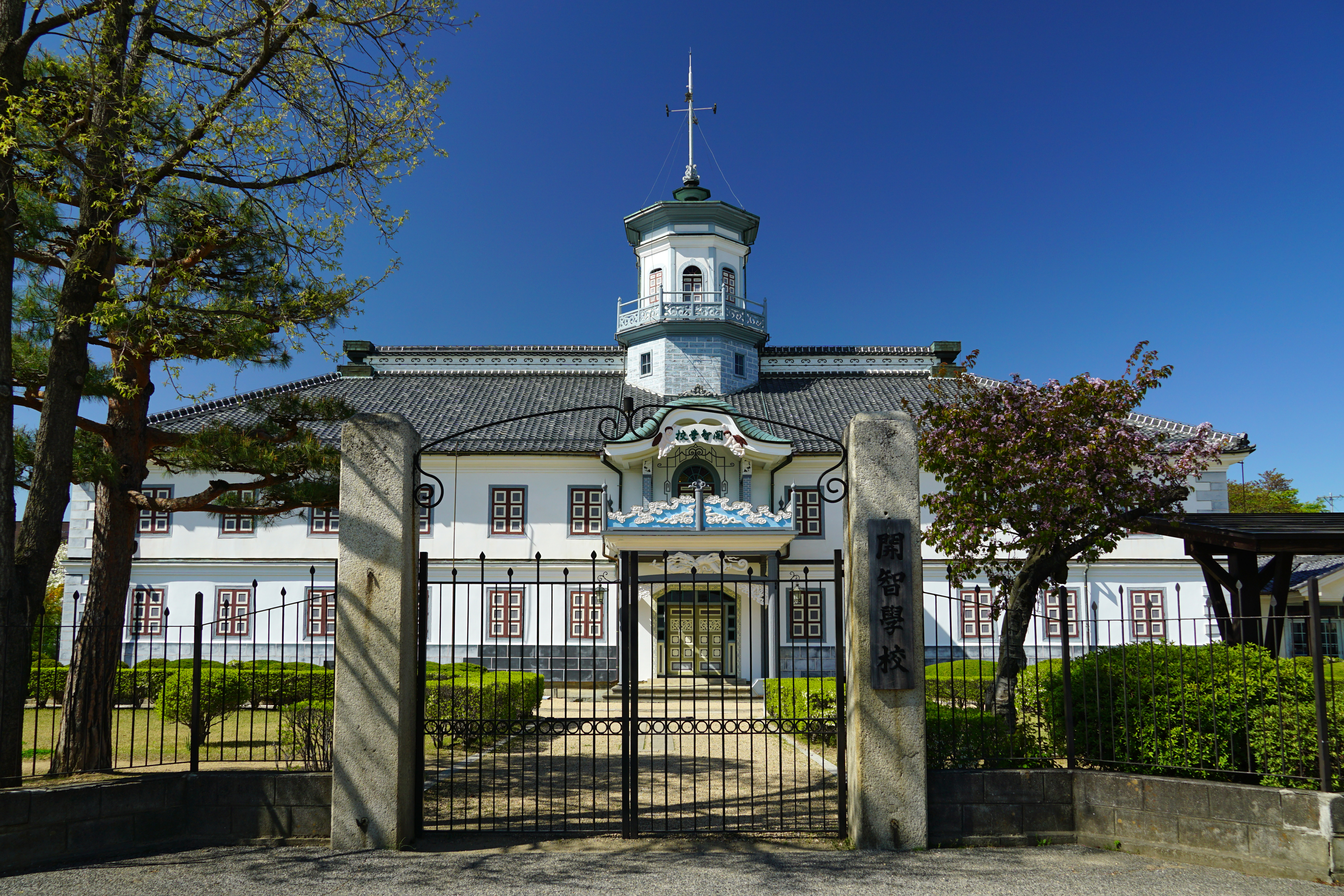
国宝・旧開智学校

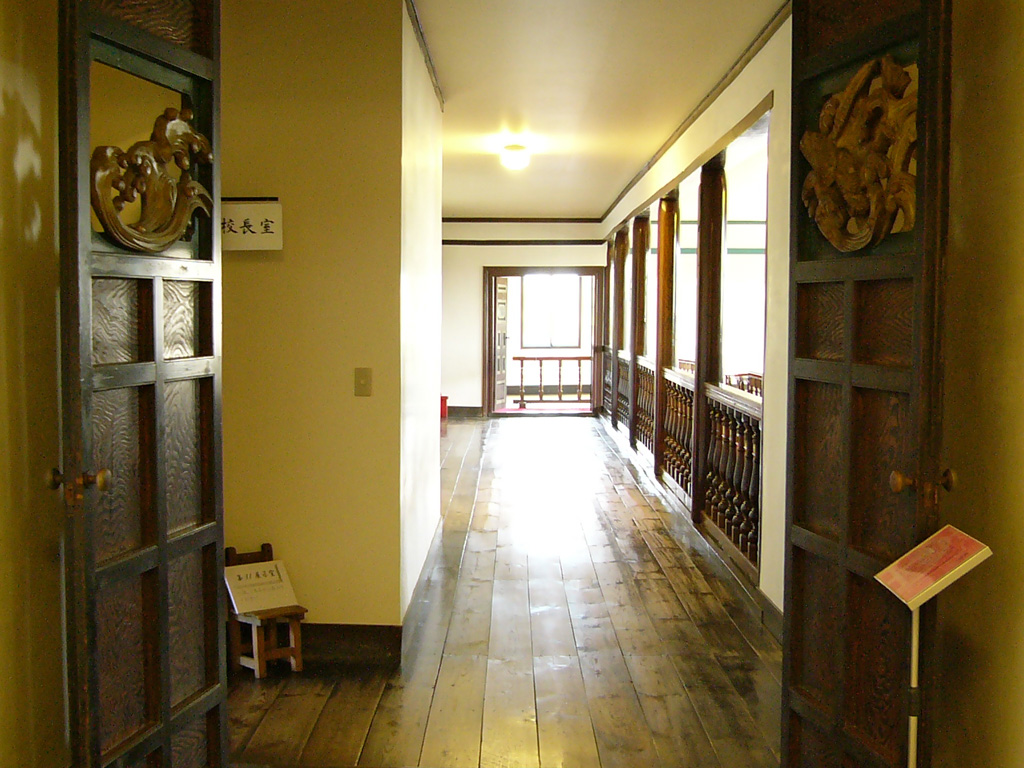
校長室前の廊下

三村 壽八郎（三村 寿八郎、みむら じゅはちろう、1869年（明治2年）4月20日 - 1925年（大正14年）4月2日）は、長野県の教育者。松本尋常高等小学校（現・松本市立開智小学校）校長。
新姓は樋口。雅号は不二庵 鐵水。

## 経歴
1869年（明治2年）4月20日、信濃国安曇郡北条（きたじょう）村名家の三男として生まれる。大垣恒五郎より漢籍を、森本省一郎より英語を学び、1887年（明治20年）4月、長野県尋常師範学校に入学。早くして当時の校長・浅岡一の目に留まる。1891年（明治24年）3月に師範学校を卒業後、訓導として北安曇郡北安曇高等小学校池田分教場、大町小学校、松本小学校、梓小学校を経て、1898年（明治31年）9月に松本小の主席訓導に就任、1901年（明治34年）5月から1922年（大正11年）6月までの20年間あまりに渡って同校の校長を務めた。
1921年（大正10年）8月30日、尿毒症を患い生死をさまよう。12月15日に意識が戻り、1922年2月21日に再び登校するも、3月25日の証書授与式後に辞表を提出。6月20日をもって教職を辞した。開智部前庭には同窓会によって三村の胸像が建立された。その後、3年間の静養も快復に至らず、1925年（大正14年）4月2日に死去した。

## 実績

### 梓小学校での実績
三村は1895年（明治28年）9月から1898年8月まで、梓組合高等小学校に在籍した。同校の校長・太田鶴雄に招かれ、「軍隊組織」という当時としては先進的な訓練手法を導入。改革は成功し、同校は長野県下の模範学校であると讃えられた。

### 松本小学校での実績

#### 主席訓導として

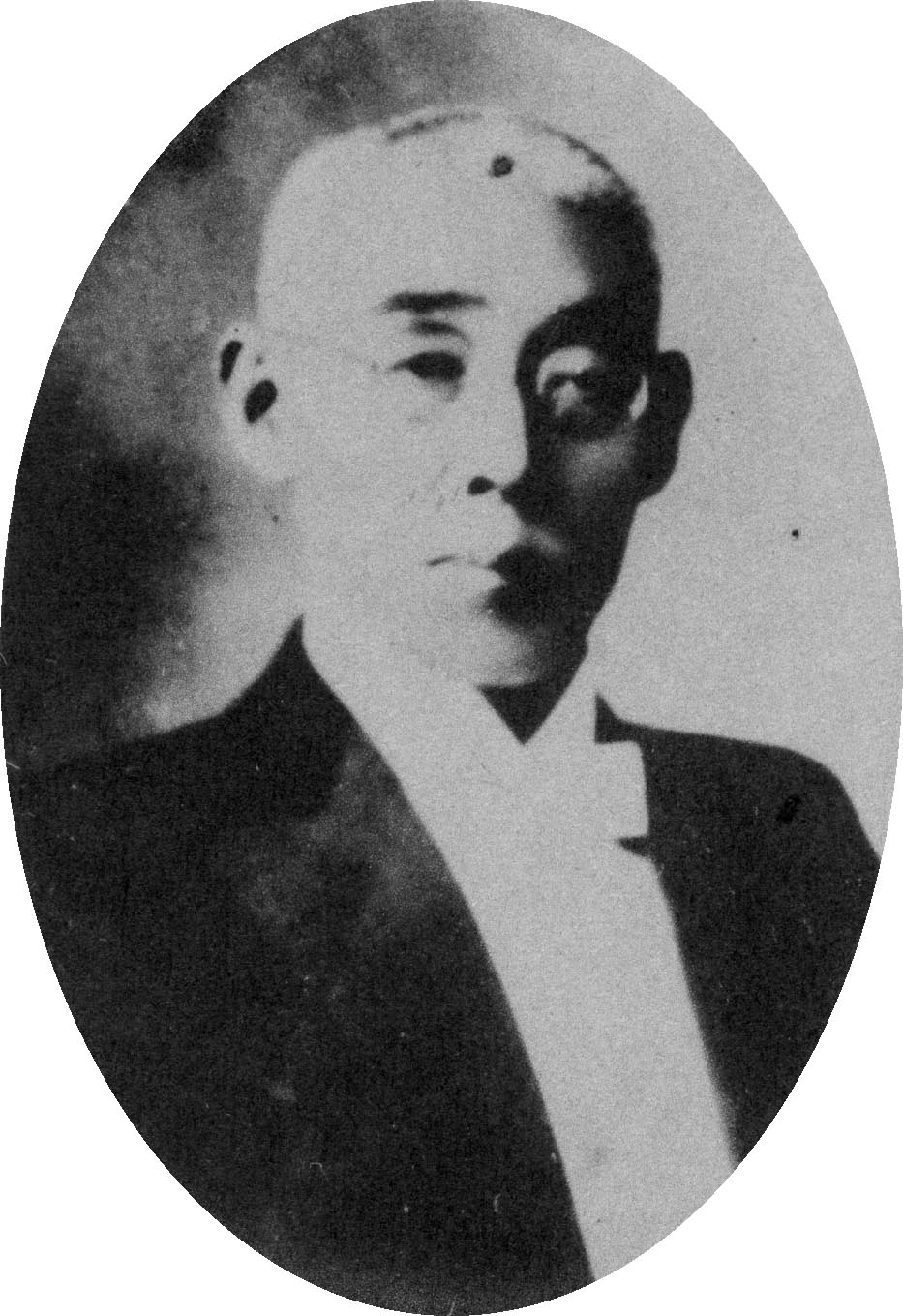
寄藤好実

三村は1898年9月、松本尋常高等小学校の校長・寄藤好実に招かれ、同校に赴任した。同校は当時、因習に囚われ進取の気風に乏しいという問題を抱えており、寄藤は改革者として高額な報酬をもって三村を主席訓導に抜擢。三村は新任挨拶で善良な校風に反する職員は解職すべきとの考えを述べ（三村の首斬り演説）、寄藤はこれを取り入れて職員の入れ替えを行った。これにより三村は他の職員から一目置かれる存在となった。このほか、三村が男子部部長として行った改革に以下のようなものがある。
- 軍隊組織（男子）・班長組織（女子）の導入による生徒組織改革。
- 児童組合による校外監督・父兄談話会[注 5]の実施。
- 校訓（親愛・公正・剛毅の3つを兼ね備えた人格を理想とするもの）・教育要義・校歌・徽章の制定。

#### 校長として
寄藤が1901年（明治34年）4月をもって文部省へ転出することを受け、後任として三村が松本小の校長に就任した。これには寄藤の強い推薦があり、寄藤は三村に対し、次点候補で女子部長であった平林早次郎と固く協同するよう伝えた。三村・平林両名がこれを誓ったことで、寄藤は安心し校長の座を譲ったという。校長・三村の学校教育における実績としては以下のようなものがある。
- 明治天皇玉座跡の保存 - 1880年（明治13年）6月25日臨幸の際の御座所を「玉座室」として改修。三村は毎朝の奉伺・礼拝を欠かさなかったという。
- 修学旅行の実施 - 1912年（大正元年）、児童を引率し伊勢神宮への参拝を実施。以降、毎年1回尋常6年生は伊勢・名古屋方面、高等2年生は関西方面へ修学旅行に出ることとした。三村は以前から伊勢神宮をたびたび訪れており、国体観念の根源に触れさせることを教育上重要視していた。
- 乃木室の設置 - 1906年（明治39年）5月15日、松本小で乃木希典（大日本帝国陸軍大将）と伊東祐亨（大日本帝国海軍大将）が邂逅し、玉座室隣室で固い握手を結んだ。この部屋を「両将軍邂逅室」として保存。乃木亡き後、彼の遺物を並べるようになり、「乃木室」と呼称されるようになった。
- 紀年館の設置 - 日露戦争の際、応接室を「時局室」と命名し、地元から出兵した兵士らから寄せられた手紙や写真を展示した。この部屋は「明治三十七八年戦役記念館」→「松本紀年館」を経て、「松本市立博物館」へと発展して行くこととなる。
- 幼稚園の独立、子守教育所の付設、実業補習学校・商業補習学校・松本女子職業学校・松本訓盲院・特別学級などの整備。

ヨハン・フリードリヒ・ヘルバルトによる教育学が盛んになった1902年（明治35年）頃、教職員らに教案を提出させ、三村自身が修正を加え指導させていた。三村が検印を押した資料は現在も保存されている。

社会教育における実績として、以下のようなものがある。
- 児童保護会の設置 - 貧しい家庭に生まれた児童の教育を目的とする。
- 松本市教育会・松本婦人会・松本社交倶楽部の創設・維持。

松本市教育会は、寄藤・三村について次のように評している。
寄藤校長が松本尋常高等小学校の基礎固めをした人物とすれば、三村寿八郎〔ママ〕校長はその基礎を継承発展させ大成させた人物ということができる。—松本市教育会、『松本市教育百年史』
一方、玉座室や乃木室、記念館といった取り組みに対しては灰汁が強い、重圧的であるとの批判もある。

#### 一市一校制について

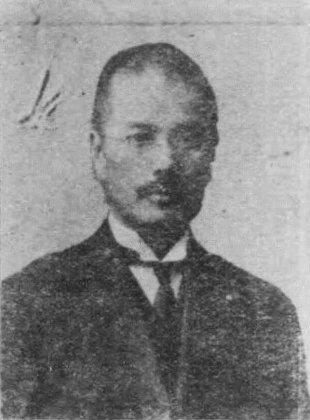
小里頼永

松本市では1892年（明治25年）から1935年（昭和10年）まで開智部を本校とし、各地に部校を置く「一市一校制」を採用していた。三村が校長を務めていた1918年（大正7年）時点で松本小の児童数は5,401人、学級数は97（うち尋常科84、高等科11、特別学級2）に上り、校長であった三村は1人でこの大規模校を統括していたことになる。同年の改正小学校令で示された適当とされる学級数は18とされたが、松本市は一市一校制を固持。これには当時の市長・小里頼永の意向が強く、三村もまたこれに賛同していたことが大きな要因であったとされる。

## 栄典・授章・授賞
- 1901年（明治34年） - 文部省および長野県知事より表彰賞賜[5]。
- 1902年（明治35年） - 奏任待遇[5]。
- 1916年（大正5年） - 従七位[5]。
- 1921年（大正10年） - 勲八等瑞宝章、正七位[5]。

## その他
- 三村は松本小の校長に就任後、前任の寄藤が校長席で15年間使った座布団をそのまま使い続けた。傷んでいたため事務員が取り替えを進言したが、三村は今後も長く使用して寄藤の徳を偲ぶとして退けたという。両名の関係性の深さを表す逸話として伝えられている[4]。